# Chiusdino
Chiusdino est une commune de la province de Sienne dans la région Toscane en Italie centrale.

## Culture

### Monuments
- l'Abbaye de San Galgano

## Personnalités nées à Chiusdino
- Jean Ier (Ve siècle), pape et martyr
- Galgano Guidotti (San Galgano) (1148-1181), ermite du XIIe siècle, né dans la ville, puis canonisé.

## Administration
| Période                                  | Période   | Identité           | Étiquette       | Qualité |
| ---------------------------------------- | --------- | ------------------ | --------------- | ------- |
| 14 juin 2004                             | juin 2009 | Luciana Bartaletti | Centro-Sinistra |         |
| 8 juin 2009                              | En cours  | Ivano Minocci      | Centro-Sinistra |         |
| Les données manquantes sont à compléter. |           |                    |                 |         |

### Hameaux
Ciciano, Frassini, Frosini, Montalcinello, Palazzetto;
borgate ed agglomerati: Casino, Castelletto, Causa, Cetine, Ciglierese, Colordesoli, Luriano, Muscufoli, Pentolina, San Galgano, Spannocchia

### Communes limitrophes
Casole d'Elsa, Monticiano, Montieri, Radicondoli, Roccastrada, Sovicille

### Aire protégée
- Réserve naturelle de La Pietra

## Sports
Chiusdino a accueilli en mars 2021 l'arrivée de la 2e étape de Tirreno-Adriatico 2021, remportée par Julian Alaphilippe.